# Pedrouços
Pedrouços is een plaats (freguesia) in de Portugese gemeente Maia en telt 11.868 inwoners (2001).